# Trixi Worrack
Beatrix "Trixi" Worrack (ur. 28 września 1981 w Chociebużu) – niemiecka kolarka szosowa, torowa i przełajowa, wielokrotna medalistka szosowych mistrzostw świata.

## Kariera
Pierwszy sukces w karierze Trixi Worrack osiągnęła w 1998 roku, kiedy zdobyła złoty medal w indywidualnej jeździe na cza podczas szosowych mistrzostw świata juniorów. Rok później była trzecia w tej konkurencji i druga w wyścigu ze startu wspólnego, a w 2002 roku zwyciężyła w wyścigu ze startu wspólnego na mistrzostwach Europy U-23. W 2004 roku wystąpiła na igrzyskach olimpijskich w Atenach, zajmując 25. miejsce ze startu wspólnego i 15. w indywidualnej jeździe na czas. Pierwszy medal w kategorii elite zdobyła w 2006 roku, kiedy na mistrzostwach świata w Salzburgu była druga ze startu wspólnego. W zawodach tych wyprzedziła ją jedynie Holenderka Marianne Vos, a trzecie miejsce zajęła Brytyjka Nicole Cooke. W tej konkurencji wystartowała także na igrzyskach w Pekinie, gdzie była dwudziesta. Od 2012 roku jeździ w zespole Velocio-SRAM Pro Cycling, w barwach którego zdobyła cztery złote medale w drużynowej jeździe na czas na mistrzostwach świata w latach 2012-2015. Brała także udział w igrzyskach w Londynie, zajmując 9. miejsce w jeździe na czas i 33. miejsce w wyścigu ze startu wspólnego. Wielokrotnie zdobywała medale szosowych mistrzostw kraju, w tym złote w 2003, 2009 i 2013 roku. Ponadto w 2008 roku została mistrzynią Niemiec w wyścigu punktowym, a w 2013 roku była najlepsza w kolarstwie przełajowym.